# Phare d'entrée inférieure de la voie navigable Keweenaw

Le phare d'entrée inférieure de la voie navigable Keweenaw (en anglais : Keweenaw Waterway Lower Entrance Light), est un phare du lac Supérieur situé à l'extrémité sud du brise-lames de la rivière Portage (ou Keweenaw Waterway (en)), dans le Comté de Houghton, Michigan.
Ce phare est inscrit au Registre national des lieux historiques depuis le 18 juillet 2014 sous le n° 14000426 .

## Historique

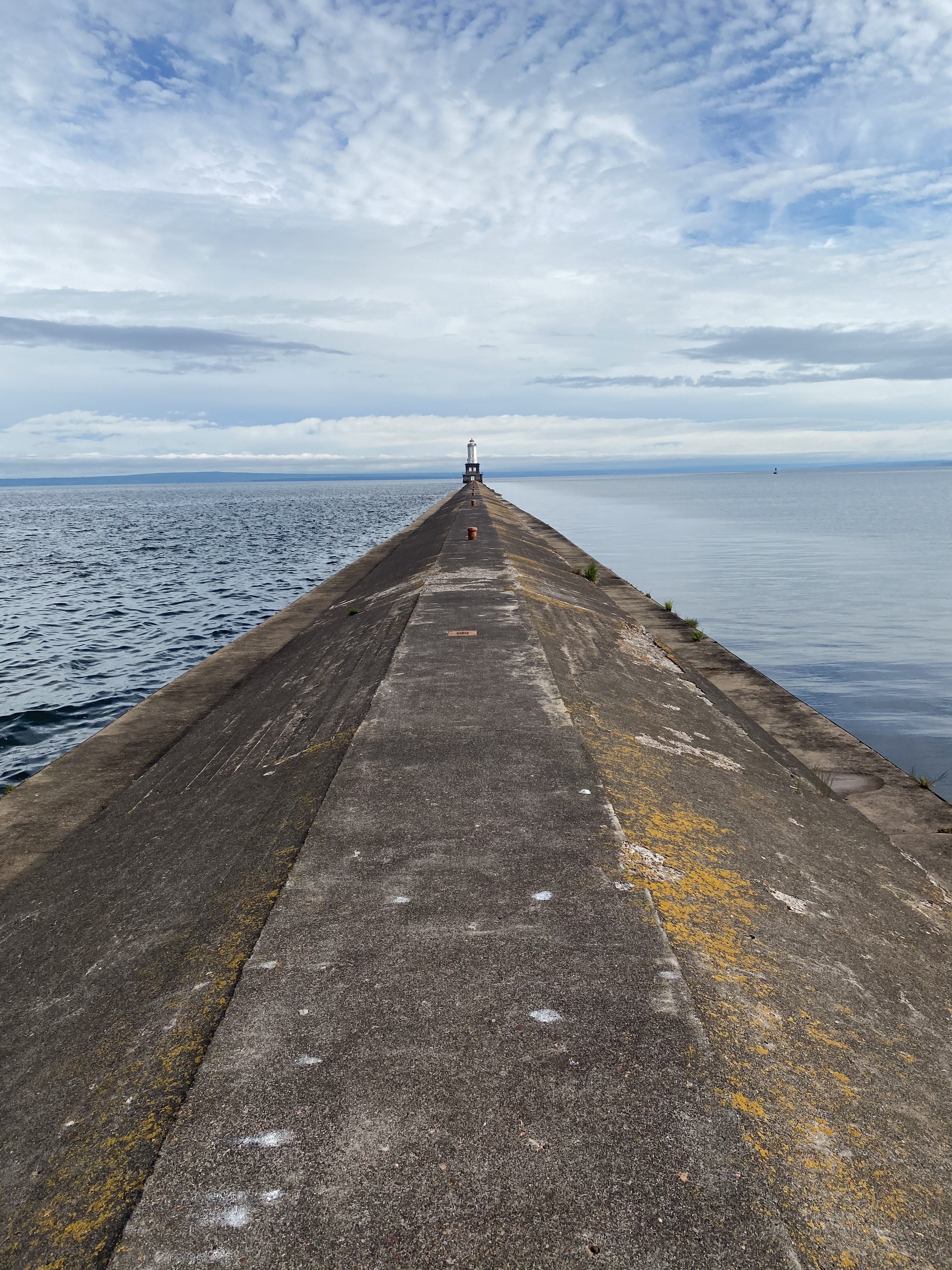
Phare d'entrée inférieure de la voie navigable Keweenaw.

La rivière Portage traverse la péninsule de Keweenaw, dans le McLain State Park (en). La rivière Portage a été draguée pour la première fois en 1860, et le besoin d'un feu pour marquer l'embouchure de la voie navigable était rapidement évident. 
En 1866, le Congrès a approuvé la construction des feux d'alignement à cet endroit, qui ont été construits en 1868. Le gouvernement fédéral a acheté la voie navigable Keweenaw en 1891, après quoi le Corps du génie de l'armée des États-Unis a commencé un programme d'amélioration de la navigation dans le canal. En 1898, un brise-lames et une jetée ouest s'étendant au large des côtes y ont été érigés. 
En 1902, une tour à ossature de bois fut érigée au bout de la jetée pour abriter une lumière. Cela s'est avéré insuffisant, et il a été remplacé par une tour de fer en 1911. En 1913, les travaux d'un nouveau port à l'intérieur de la voie navigable ont commencé, et en 1917, le Congrès a approuvé une série de nouvelles aides à la navigation, y compris le phare pour marquer l'extrémité extérieure de l'entrée du canal. Les travaux sur les structures ont commencé en 1919 et se sont achevés en 1920. La lentille de Fresnel du quatrième ordre a été transférée sur le nouveau phare, et les lumières précédentes marquant l'embouchure de la voie navigable ont été supprimées.
Le phare a été automatisé en 1973. En 2010, la lentille de Fresnel d'origine a été remplacée par une optique de lanterne à deux niveaux SABIK LED-350. En 2014, le phare de l'entrée inférieure de la voie navigable de Keweenaw a été jugé excédentaire par la Garde côtière, et en 2016, le Keweenaw Waterway Lighthouse Conservancy en a obtenu la propriété.

## Description
Le feu d'entrée inférieur de la voie navigable Keweenaw  est situé à l'extrémité extracôtière d'un brise-lames s'étendant vers le sud depuis la rive à l'embouchure de la rivière Portage. La structure se compose d'une fondation en bois et d'un pilier en béton, au sommet desquels se trouve une salle des machines en béton d'un étage, surmontée d'une tour octogonale en acier de trois étages avec une lanterne circulaire. Il s'agit d'un exemple bien conservé des méthodes typiques d'architecture et d'ingénierie utilisées pour construire des phares dans les Grands Lacs à l'époque où il a été construit.
La fondation est un berceau rectangulaire en bois mesurant environ 9,75 m sur 15 m et 5 m de haut. Le berceau est construit en bois massif et soutenu par des pieux. Le lit supporte une plate-forme en béton de 2,45 m d'épaisseur mesurant environ 9,75 m par 15 m. Au centre de la plate-forme se trouve un pilier rectangulaire en béton armé à un étage non peint mesurant environ 9,75 m par 10,5 m. Une porte en acier face au brise-lames permet d'accéder à la structure. À l'intérieur se trouve une pièce rectangulaire mesurant environ 5,75 m sur 7,75 m. Une échelle permet d'accéder à la superstructure. 
Une salle des machines de 5 m de haut mesurant environ 7,5 m par 7,5 m se trouve au sommet de la jetée. Cette pièce contenait autrefois les machines utilisées pour faire fonctionner le phare. L'extérieur de la salle des machines est en béton contraint, avec des décors en béton de style néo-classique. Une double porte rectangulaire donnant sur le toit-terrasse de la jetée en béton se trouve dans un côté de la pièce. Les trois autres côtés ont chacun deux fenêtres rectangulaires, d'environ 1,5 m de haut par 0,9 m de large. L'intérieur de la salle des machines mesure environ 6,70 m pieds par 6,70 m et une échelle au centre permet d'accéder à la tour au-dessus. 
La tour d'éclairage au sommet de la salle des machines est une structure en acier octogonale peinte en blanc d'environ 9,10 m de hauteur. Le niveau inférieur de la tour mesure environ 4,85 m de diamètre et est légèrement plus large que le niveau supérieur. Une autre porte se trouve au pied de la tour. Il y a deux niveaux au-dessus, chacun octogonal et de 4,25 m de diamètre avec quatre fenêtres. La salle de la lanterne au sommet est d'environ 2,15 m de diamètre et est entourée d'un mur de parapet. Le piédestal en laiton d'origine au centre du plancher de la salle de la lanterne supporte une optique de lanterne à deux niveaux SABIK LED-350 automatisée moderne. Le bâtiment mesure 19 m de haut et il émet, à une hauteur focale de 21 m, un éclat blanc de 0.6 seconde par période de 6 secondes. Sa portée est de 9 milles nautiques (environ 17 km). Il est équipé d'une corne de brume  émettant un signal par période de 30 secondes, du premier mai au 20 octobre.

## Caractéristiques dufeu maritime
Fréquence : 6 secondes (W)
- Lumière : 0.6 seconde
- Obscurité : 5.4 secondes

Identifiant : ARLHS : USA-418 ; USCG :  7-14765.

### Lien connexe
- Liste des phares au Michigan